# Cayo Sulpicio Galba (cónsul 5 a. C.)
Cayo Sulpicio Galba fue un senador romano, que estuvo activo durante el reinado de Augusto. Fue cónsul sufecto en 5 a. C.  con Quinto Haterio como compañero, sucediendo a Lucio Vinicio.
Galba era el hijo del historiador Cayo Sulpicio Galba, hijo de Servio Sulpicio Galba, un pretor en 54 a. C. y conspirador contra Julio César. Su hermano menor se llamaba también Servio Sulpicio Galba. Galba se casó en dos ocasiones. Su primera esposa fue Mummia Achaica, con la que tuvo dos hijos, Cayo cónsul en 22, y Servio, el futuro emperador Galba. Su segunda esposa fue Livia Ocellina.